# Dr. Pinoko no mori no bōken
Dr. Pinoko no mori no bōken (Dr. ピノコの森の冒険?) è un cortometraggio anime del 2005 tratto dal manga Black Jack. Della durata di 7 minuti, è stato proiettato prima del terzo film basato sulle avventure del medico senza licenza Black Jack. È inedito in Italia

## Trama
Black Jack ha dimenticato la sua borsa medica, ma Pinoko, nel tentativo di riportargliela, si perde nella foresta. Lì trova diversi animali malati e feriti, così li aiuta con le sue conoscenze mediche, apprese da Black Jack.

## Doppiaggio
| Personaggio | Seiyū           |
| ----------- | --------------- |
| Pinoko      | Yūko Mizutani   |
| Black Jack  | Akio Ōtsuka     |
| Narratrice  | Keiko Takeshita |